# Harald Nyborg

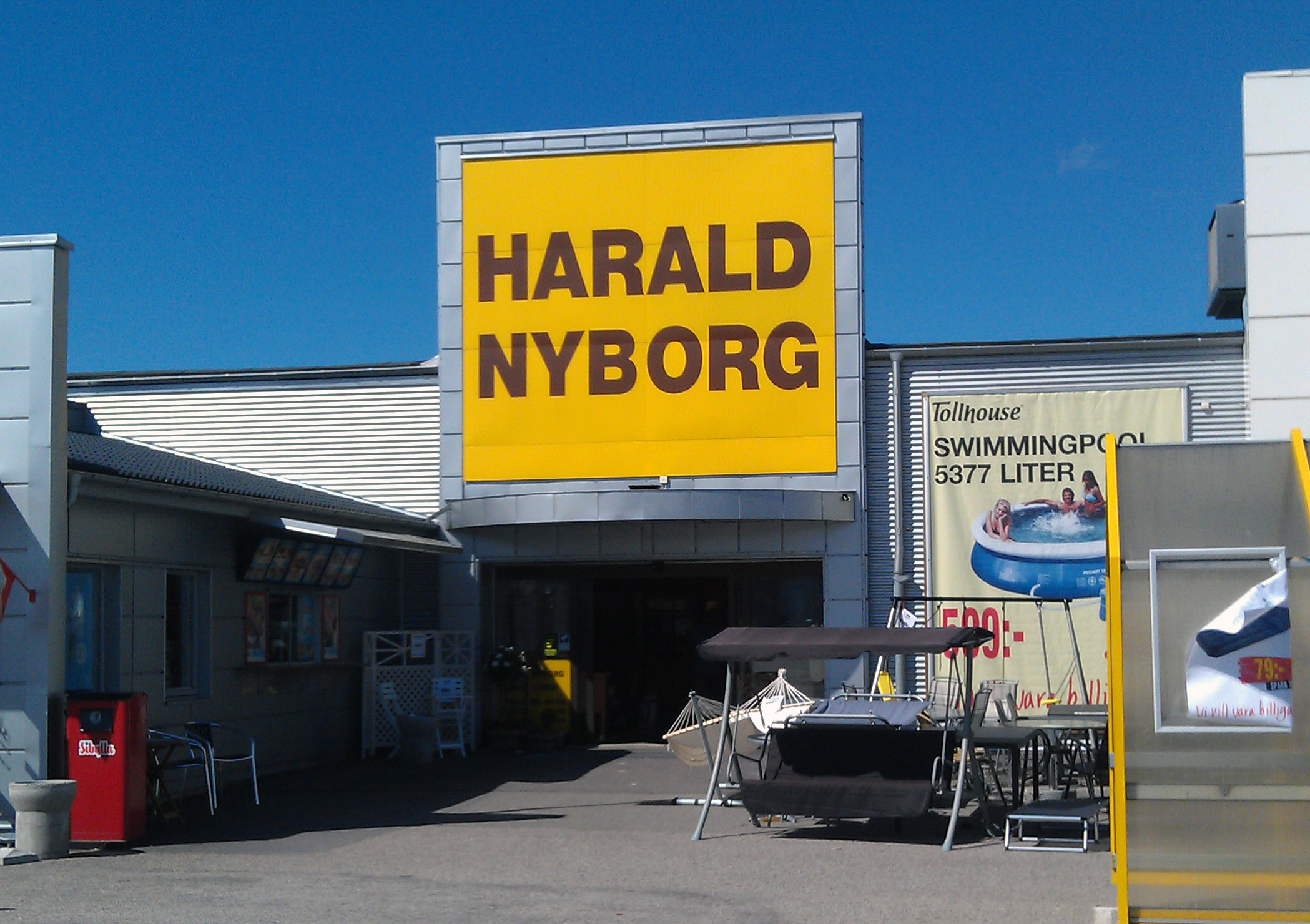
Harald Nyborg i Varberg.

Harald Nyborg är en butikskedja som grundades 1904 i Odense i Danmark, av Harald Nyborg. Idag har bolaget 35 varuhus, dock inga kvar i Sverige endast E-handel. I varuhusen saluförs över 9000 artiklar, bland annat borrmaskiner, dammsugare, sågar, skruvmejslar, bilbatterier, klockor, minneskort, cyklar och cykeltillbehör. 2019 såldes åtta av företagets butiker till Bolist-koncernen. Dessa butiker öppnade den 1 mars 2019 under det nya varumärket Järnia Outlet.

## Butiker
Harald Nyborg sista butik i Sverige fanns i Löddeköpinge och stängde september 2020.